# Igor' Kireev
Igor' Olegovič Kireev (in russo Игорь Олегович Киреев?; trasl. angl. Igor Olegovich Kireyev; Železnogorsk, 17 febbraio 1992) è un calciatore russo, centrocampista del Medialiga.

## Caratteristiche tecniche
È un esterno destro.

## Carriera
Cresciuto nel settore giovanile dello Spartak Mosca, ha esordito in prima squadra il 14 marzo 2010 in occasione del match di campionato perso 1-0 contro la Dinamo Mosca.
Il 30 agosto 2012 è stato acquistato dal Rostov.